# قائمة انتقالات كرة القدم البحرينية شتاء 2024
هذه قائمة انتقالات كرة القدم البحرينية في نافذة الانتقالات الشنوية 2023 حسب النادي. تم تضمين الأندية في الدوري البحريني الممتاز 2023-24.

## الدوري البحريني الممتاز

### الخالدية
| الرقم | البلد    | المركز | اللاعب                   |
| ----- | -------- | ------ | ------------------------ |
|       | البحرين  | مدافع  | طلال الشروقي (من الحد)   |
|       | البحرين  | مدافع  | فيصل غازي (من الأهلي)    |
|       | السعودية | وسط    | بدر بشير (إلى الحد)      |
|       | المغرب   | وسط    | زهير مترجي (من الوداد)   |
|       | مصر      | وسط    | سيف عصام الدين           |
|       | البرازيل | وسط    | لوكاس ساليناس (من أسدود) |

| الرقم | البلد    | المركز | اللاعب                   |
| ----- | -------- | ------ | ------------------------ |
|       | البحرين  | مدافع  | طلال الشروقي (من الحد)   |
|       | البحرين  | مدافع  | فيصل غازي (من الأهلي)    |
|       | السعودية | وسط    | بدر بشير (إلى الحد)      |
|       | المغرب   | وسط    | زهير مترجي (من الوداد)   |
|       | مصر      | وسط    | سيف عصام الدين           |
|       | البرازيل | وسط    | لوكاس ساليناس (من أسدود) |

| الرقم | البلد   | المركز | اللاعب                         |
| ----- | ------- | ------ | ------------------------------ |
|       | البحرين | مدافع  | إبراهيم العبيدلي (إلى الحد)    |
|       | البحرين | مدافع  | أحمد ميرزا (إلى الرفاع الشرقي) |
|       | تونس    | وسط    | أيمن الحرزي (إلى الرفاع)       |
|       | الجزائر | وسط    | مليك رياح                      |
|       | البحرين | وسط    | مهدي الحميدان (إلى النصر)      |
|       | إثيوبيا | وسط    | وليد الطيب                     |

| الرقم | البلد   | المركز | اللاعب                         |
| ----- | ------- | ------ | ------------------------------ |
|       | البحرين | مدافع  | إبراهيم العبيدلي (إلى الحد)    |
|       | البحرين | مدافع  | أحمد ميرزا (إلى الرفاع الشرقي) |
|       | تونس    | وسط    | أيمن الحرزي (إلى الرفاع)       |
|       | الجزائر | وسط    | مليك رياح                      |
|       | البحرين | وسط    | مهدي الحميدان (إلى النصر)      |
|       | إثيوبيا | وسط    | وليد الطيب                     |

### المنامة
| الرقم | البلد      | المركز | اللاعب                         |
| ----- | ---------- | ------ | ------------------------------ |
|       | البحرين    | حارس   | رضا بهرام (من النجمة)          |
|       | البحرين    | مدافع  | سالم حسين (من الشباب)          |
|       | البحرين    | وسط    | حمزة الجبن (من المحرق (إعارة)) |
|       | سلطنة عمان | وسط    | محمد الحبسي (من النصر)         |

| الرقم | البلد      | المركز | اللاعب                         |
| ----- | ---------- | ------ | ------------------------------ |
|       | البحرين    | حارس   | رضا بهرام (من النجمة)          |
|       | البحرين    | مدافع  | سالم حسين (من الشباب)          |
|       | البحرين    | وسط    | حمزة الجبن (من المحرق (إعارة)) |
|       | سلطنة عمان | وسط    | محمد الحبسي (من النصر)         |

| الرقم | البلد    | المركز | اللاعب                               |
| ----- | -------- | ------ | ------------------------------------ |
|       | البحرين  | وسط    | مصطفى السالم                         |
|       | البرازيل | مهاجم  | ويسلين جونيور (إلى تشيرنو مور فارنا) |

| الرقم | البلد    | المركز | اللاعب                               |
| ----- | -------- | ------ | ------------------------------------ |
|       | البحرين  | وسط    | مصطفى السالم                         |
|       | البرازيل | مهاجم  | ويسلين جونيور (إلى تشيرنو مور فارنا) |

### المحرق
| الرقم | البلد      | المركز | اللاعب                                        |
| ----- | ---------- | ------ | --------------------------------------------- |
|       | تونس       | مدافع  | نسيم هنيد (من جالغيريس)                       |
|       | تشاد       | وسط    | خليفة عيسى (من سترة)                          |
|       | سلطنة عمان | وسط    | زاهر الأغبري (من السيب)                       |
|       | البحرين    | وسط    | فيصل عبد الله (من الحالة (العودة من الإعارة)) |
|       | البرازيل   | وسط    | فيليبي سارايفا (من مارينغا)                   |
|       | البحرين    | مهاجم  | حسين عبد الكريم (من مدينة عيسى)               |

| الرقم | البلد      | المركز | اللاعب                                        |
| ----- | ---------- | ------ | --------------------------------------------- |
|       | تونس       | مدافع  | نسيم هنيد (من جالغيريس)                       |
|       | تشاد       | وسط    | خليفة عيسى (من سترة)                          |
|       | سلطنة عمان | وسط    | زاهر الأغبري (من السيب)                       |
|       | البحرين    | وسط    | فيصل عبد الله (من الحالة (العودة من الإعارة)) |
|       | البرازيل   | وسط    | فيليبي سارايفا (من مارينغا)                   |
|       | البحرين    | مهاجم  | حسين عبد الكريم (من مدينة عيسى)               |

| الرقم | البلد   | المركز | اللاعب                               |
| ----- | ------- | ------ | ------------------------------------ |
|       | المغرب  | مدافع  | عمران فضي (إلى الشباب السالمي)       |
|       | البحرين | وسط    | حمزة الجبن (إلى المنامة (إعارة))     |
|       | البحرين | وسط    | فيصل عبد الله (إلى أم الحصم (إعارة)) |
|       | تونس    | وسط    | محمد الطرابلسي                       |
|       | اليمن   | وسط    | ناصر الغواشي (إلى زاخو)              |

| الرقم | البلد   | المركز | اللاعب                               |
| ----- | ------- | ------ | ------------------------------------ |
|       | المغرب  | مدافع  | عمران فضي (إلى الشباب السالمي)       |
|       | البحرين | وسط    | حمزة الجبن (إلى المنامة (إعارة))     |
|       | البحرين | وسط    | فيصل عبد الله (إلى أم الحصم (إعارة)) |
|       | تونس    | وسط    | محمد الطرابلسي                       |
|       | اليمن   | وسط    | ناصر الغواشي (إلى زاخو)              |

### الرفاع
| الرقم | البلد    | المركز | اللاعب                    |
| ----- | -------- | ------ | ------------------------- |
|       | تونس     | وسط    | أيمن الحرزي (من الخالدية) |
|       | البرازيل | مهاجم  | جاكو (من الشباب)          |

| الرقم | البلد    | المركز | اللاعب                    |
| ----- | -------- | ------ | ------------------------- |
|       | تونس     | وسط    | أيمن الحرزي (من الخالدية) |
|       | البرازيل | مهاجم  | جاكو (من الشباب)          |

| الرقم | البلد    | المركز | اللاعب                            |
| ----- | -------- | ------ | --------------------------------- |
|       | الأردن   | وسط    | مجدي العطار (إلى الحسين)          |
|       | البرازيل | مهاجم  | جويل فينيسيوس (إلى كاشياس دو سول) |

| الرقم | البلد    | المركز | اللاعب                            |
| ----- | -------- | ------ | --------------------------------- |
|       | الأردن   | وسط    | مجدي العطار (إلى الحسين)          |
|       | البرازيل | مهاجم  | جويل فينيسيوس (إلى كاشياس دو سول) |

### سترة
| الرقم | البلد   | المركز | اللاعب                                   |
| ----- | ------- | ------ | ---------------------------------------- |
|       | تشاد    | مدافع  | قطب الدين محمد (من الحالة)               |
|       | الأردن  | وسط    | حمزة عبد الله (من الرفاع الشرقي (إعارة)) |
|       | البحرين | وسط    | عبد العزيز عارف (من النجمة)              |
|       | البحرين | وسط    | موزيس أتيدي (من كيدا دارول أمان)         |

| الرقم | البلد   | المركز | اللاعب                                   |
| ----- | ------- | ------ | ---------------------------------------- |
|       | تشاد    | مدافع  | قطب الدين محمد (من الحالة)               |
|       | الأردن  | وسط    | حمزة عبد الله (من الرفاع الشرقي (إعارة)) |
|       | البحرين | وسط    | عبد العزيز عارف (من النجمة)              |
|       | البحرين | وسط    | موزيس أتيدي (من كيدا دارول أمان)         |

| الرقم | البلد   | المركز | اللاعب                          |
| ----- | ------- | ------ | ------------------------------- |
|       | غانا    | حارس   | عثمان سيدو (إلى الحالة (إعارة)) |
|       | تشاد    | وسط    | خليفة عيسى (إلى المحرق)         |
|       | البحرين | وسط    | محمود مختار                     |

| الرقم | البلد   | المركز | اللاعب                          |
| ----- | ------- | ------ | ------------------------------- |
|       | غانا    | حارس   | عثمان سيدو (إلى الحالة (إعارة)) |
|       | تشاد    | وسط    | خليفة عيسى (إلى المحرق)         |
|       | البحرين | وسط    | محمود مختار                     |

### الأهلي
| الرقم | البلد    | المركز | اللاعب                                |
| ----- | -------- | ------ | ------------------------------------- |
|       | البحرين  | حارس   | محمد يوسف (من البحرين)                |
|       | البحرين  | مدافع  | رضا مرهون (من النجمة)                 |
|       | البرازيل | مهاجم  | داريو فريديريكو (من راجاستان يونايتد) |
|       | البرتغال | مهاجم  | جواو سيلفا (من يونيكوس)               |

| الرقم | البلد    | المركز | اللاعب                                |
| ----- | -------- | ------ | ------------------------------------- |
|       | البحرين  | حارس   | محمد يوسف (من البحرين)                |
|       | البحرين  | مدافع  | رضا مرهون (من النجمة)                 |
|       | البرازيل | مهاجم  | داريو فريديريكو (من راجاستان يونايتد) |
|       | البرتغال | مهاجم  | جواو سيلفا (من يونيكوس)               |

| الرقم | البلد    | المركز | اللاعب                                    |
| ----- | -------- | ------ | ----------------------------------------- |
|       | البحرين  | وسط    | فيصل غازي (إلى الخالدية (انتهاء الإعارة)) |
|       | البرازيل | وسط    | غوستافينيو (إلى ريترو)                    |
|       | سوريا    | وسط    | كامل حميشة                                |
|       | البحرين  | وسط    | جاسم محمد                                 |

| الرقم | البلد    | المركز | اللاعب                                    |
| ----- | -------- | ------ | ----------------------------------------- |
|       | البحرين  | وسط    | فيصل غازي (إلى الخالدية (انتهاء الإعارة)) |
|       | البرازيل | وسط    | غوستافينيو (إلى ريترو)                    |
|       | سوريا    | وسط    | كامل حميشة                                |
|       | البحرين  | وسط    | جاسم محمد                                 |

### الحد
| الرقم | البلد    | المركز | اللاعب                                    |
| ----- | -------- | ------ | ----------------------------------------- |
|       | البحرين  | حارس   | سلمان جاسم (من عالي)                      |
|       | البحرين  | مدافع  | إبراهيم العبيدلي (من الخالدية)            |
|       | البرازيل | مدافع  | تاليسون دوارتي (من أكاديميا روندونوبوليس) |
|       | البحرين  | وسط    | حمد فيصل (من النجمة)                      |
|       | البحرين  | وسط    | عبد الله العجمي (من البسيتين)             |
|       | البرازيل | وسط    | لوكاس ويليان (من سبورتيست سفوغ)           |
|       | سوريا    | وسط    | ورد السلامة (من الفتوة)                   |

| الرقم | البلد    | المركز | اللاعب                                    |
| ----- | -------- | ------ | ----------------------------------------- |
|       | البحرين  | حارس   | سلمان جاسم (من عالي)                      |
|       | البحرين  | مدافع  | إبراهيم العبيدلي (من الخالدية)            |
|       | البرازيل | مدافع  | تاليسون دوارتي (من أكاديميا روندونوبوليس) |
|       | البحرين  | وسط    | حمد فيصل (من النجمة)                      |
|       | البحرين  | وسط    | عبد الله العجمي (من البسيتين)             |
|       | البرازيل | وسط    | لوكاس ويليان (من سبورتيست سفوغ)           |
|       | سوريا    | وسط    | ورد السلامة (من الفتوة)                   |

| الرقم | البلد        | المركز | اللاعب                          |
| ----- | ------------ | ------ | ------------------------------- |
|       | البحرين      | حارس   | عبد الله الكعبي (إلى البسيتين)  |
|       | البحرين      | مدافع  | طلال الشروقي (إلى الخالدية)     |
|       | ليبيا        | مدافع  | محمد التكبالي (إلى السويحلي)    |
|       | ساحل العاج   | وسط    | أتون جوب                        |
|       | السعودية     | وسط    | بدر بشير (إلى الخالدية)         |
|       | البحرين      | وسط    | عبد العزيز الشيخ (إلى البسيتين) |
|       | سوريا        | وسط    | محمد فارس (إلى البسيتين)        |
|       | بوركينا فاسو | وسط    | موسى داو (إلى عبري)             |
|       | نيجيريا      | وسط    | عبد الفتاح بشير (إلى الحالة)    |

| الرقم | البلد        | المركز | اللاعب                          |
| ----- | ------------ | ------ | ------------------------------- |
|       | البحرين      | حارس   | عبد الله الكعبي (إلى البسيتين)  |
|       | البحرين      | مدافع  | طلال الشروقي (إلى الخالدية)     |
|       | ليبيا        | مدافع  | محمد التكبالي (إلى السويحلي)    |
|       | ساحل العاج   | وسط    | أتون جوب                        |
|       | السعودية     | وسط    | بدر بشير (إلى الخالدية)         |
|       | البحرين      | وسط    | عبد العزيز الشيخ (إلى البسيتين) |
|       | سوريا        | وسط    | محمد فارس (إلى البسيتين)        |
|       | بوركينا فاسو | وسط    | موسى داو (إلى عبري)             |
|       | نيجيريا      | وسط    | عبد الفتاح بشير (إلى الحالة)    |

### الشباب
| الرقم | البلد    | المركز | اللاعب                       |
| ----- | -------- | ------ | ---------------------------- |
|       | غامبيا   | مدافع  | موسى كامارا (من النفط)       |
|       | البحرين  | وسط    | عبد الرحمن علي (من البحرين)  |
|       | البرازيل | وسط    | لوكاس لوبيز                  |
|       | البرازيل | مهاجم  | ماتيوس توتو (من أمانة بغداد) |

| الرقم | البلد    | المركز | اللاعب                       |
| ----- | -------- | ------ | ---------------------------- |
|       | غامبيا   | مدافع  | موسى كامارا (من النفط)       |
|       | البحرين  | وسط    | عبد الرحمن علي (من البحرين)  |
|       | البرازيل | وسط    | لوكاس لوبيز                  |
|       | البرازيل | مهاجم  | ماتيوس توتو (من أمانة بغداد) |

| الرقم | البلد    | المركز | اللاعب                             |
| ----- | -------- | ------ | ---------------------------------- |
|       | البرازيل | مدافع  | أديلسون (إلى أوداكس ريو)           |
|       | البحرين  | مدافع  | سالم حسين (إلى المنامة)            |
|       | البرازيل | مدافع  | لازارو كريسينسيو (إلى رويال باري)  |
|       | البحرين  | وسط    | حسن عبد النبي (إلى البديع (إعارة)) |
|       | البرازيل | مهاجم  | جاكو (إلى الرفاع)                  |

| الرقم | البلد    | المركز | اللاعب                             |
| ----- | -------- | ------ | ---------------------------------- |
|       | البرازيل | مدافع  | أديلسون (إلى أوداكس ريو)           |
|       | البحرين  | مدافع  | سالم حسين (إلى المنامة)            |
|       | البرازيل | مدافع  | لازارو كريسينسيو (إلى رويال باري)  |
|       | البحرين  | وسط    | حسن عبد النبي (إلى البديع (إعارة)) |
|       | البرازيل | مهاجم  | جاكو (إلى الرفاع)                  |

### الرفاع الشرقي
| الرقم | البلد   | المركز | اللاعب                   |
| ----- | ------- | ------ | ------------------------ |
|       | البحرين | مدافع  | أحمد ميرزا (من الخالدية) |

| الرقم | البلد   | المركز | اللاعب                   |
| ----- | ------- | ------ | ------------------------ |
|       | البحرين | مدافع  | أحمد ميرزا (من الخالدية) |

| الرقم | البلد    | المركز | اللاعب                                |
| ----- | -------- | ------ | ------------------------------------- |
|       | البحرين  | مدافع  | عبد الرحمن جمال (إلى البحرين (إعارة)) |
|       | البحرين  | وسط    | حمزة عبد الله (إلى سترة (إعارة))      |
|       | البرازيل | وسط    | فيليبي هيريدا                         |

| الرقم | البلد    | المركز | اللاعب                                |
| ----- | -------- | ------ | ------------------------------------- |
|       | البحرين  | مدافع  | عبد الرحمن جمال (إلى البحرين (إعارة)) |
|       | البحرين  | وسط    | حمزة عبد الله (إلى سترة (إعارة))      |
|       | البرازيل | وسط    | فيليبي هيريدا                         |

### الحالة
| الرقم | البلد   | المركز | اللاعب                       |
| ----- | ------- | ------ | ---------------------------- |
|       | غانا    | حارس   | عثمان سيدو (من سترة (إعارة)) |
|       | غانا    | وسط    | أوكران إيدان                 |
|       | مالي    | وسط    | يحيى إنفاهي (من عالي)        |
|       | نيجيريا | مهاجم  | عبد الفتاح بشير (من الحد)    |

| الرقم | البلد   | المركز | اللاعب                       |
| ----- | ------- | ------ | ---------------------------- |
|       | غانا    | حارس   | عثمان سيدو (من سترة (إعارة)) |
|       | غانا    | وسط    | أوكران إيدان                 |
|       | مالي    | وسط    | يحيى إنفاهي (من عالي)        |
|       | نيجيريا | مهاجم  | عبد الفتاح بشير (من الحد)    |

| الرقم | البلد   | المركز | اللاعب                                      |
| ----- | ------- | ------ | ------------------------------------------- |
|       | البحرين | حارس   | عبد الرحمن الكوهجي (إلى البديع (إعارة))     |
|       | البحرين | مدافع  | رضا مرهون (إلى الأهلي)                      |
|       | تشاد    | مدافع  | قطب الدين محمد (إلى سترة)                   |
|       | نيجيريا | وسط    | أفيز أواكان                                 |
|       | البحرين | وسط    | فيصل عبد الله (إلى المحرق (انتهاء الإعارة)) |
|       | البحرين | وسط    | محمد يوسف                                   |

| الرقم | البلد   | المركز | اللاعب                                      |
| ----- | ------- | ------ | ------------------------------------------- |
|       | البحرين | حارس   | عبد الرحمن الكوهجي (إلى البديع (إعارة))     |
|       | البحرين | مدافع  | رضا مرهون (إلى الأهلي)                      |
|       | تشاد    | مدافع  | قطب الدين محمد (إلى سترة)                   |
|       | نيجيريا | وسط    | أفيز أواكان                                 |
|       | البحرين | وسط    | فيصل عبد الله (إلى المحرق (انتهاء الإعارة)) |
|       | البحرين | وسط    | محمد يوسف                                   |

### النجمة
| الرقم | البلد    | المركز | اللاعب                           |
| ----- | -------- | ------ | -------------------------------- |
|       | البرازيل | مدافع  | رايلان دوس سانتوس (من إيتابونا)  |
|       | البرازيل | مدافع  | ويلكر سانتوس (من زنويمو)         |
|       | البحرين  | مهاجم  | زياد باسل (من البسيتين)          |
|       | فرنسا    | مهاجم  | فلوريان ديفيد (من كانو-زالجيريس) |

| الرقم | البلد    | المركز | اللاعب                           |
| ----- | -------- | ------ | -------------------------------- |
|       | البرازيل | مدافع  | رايلان دوس سانتوس (من إيتابونا)  |
|       | البرازيل | مدافع  | ويلكر سانتوس (من زنويمو)         |
|       | البحرين  | مهاجم  | زياد باسل (من البسيتين)          |
|       | فرنسا    | مهاجم  | فلوريان ديفيد (من كانو-زالجيريس) |

| الرقم | البلد     | المركز | اللاعب                     |
| ----- | --------- | ------ | -------------------------- |
|       | البحرين   | حارس   | أحمد عبد الرسول            |
|       | البحرين   | حارس   | رضا بهرام                  |
|       | الأرجنتين | مدافع  | ألان خيمينيز               |
|       | البحرين   | مدافع  | ليث هاشم                   |
|       | البحرين   | وسط    | عبد العزيز عارف (إلى سترة) |
|       | البحرين   | وسط    | عبد الله الرفاعي           |
|       | اليمن     | وسط    | عمر الداحي                 |
|       | البحرين   | وسط    | عيسى موسى (إلى البسيتين)   |
|       | ليبيا     | وسط    | معتصم إسكندر (إلى الأخضر)  |

| الرقم | البلد     | المركز | اللاعب                     |
| ----- | --------- | ------ | -------------------------- |
|       | البحرين   | حارس   | أحمد عبد الرسول            |
|       | البحرين   | حارس   | رضا بهرام                  |
|       | الأرجنتين | مدافع  | ألان خيمينيز               |
|       | البحرين   | مدافع  | ليث هاشم                   |
|       | البحرين   | وسط    | عبد العزيز عارف (إلى سترة) |
|       | البحرين   | وسط    | عبد الله الرفاعي           |
|       | اليمن     | وسط    | عمر الداحي                 |
|       | البحرين   | وسط    | عيسى موسى (إلى البسيتين)   |
|       | ليبيا     | وسط    | معتصم إسكندر (إلى الأخضر)  |

### البسيتين
| الرقم | البلد   | المركز | اللاعب                          |
| ----- | ------- | ------ | ------------------------------- |
|       | البحرين | حارس   | عبد الله الكعبي (من الحد)       |
|       | المغرب  | مدافع  | عبد المالك بندلال               |
|       | فرنسا   | وسط    | ديلان بهمبولا (من ليفينغستون)   |
|       | البحرين | وسط    | عبد العزيز الشيخ (من الحد)      |
|       | البحرين | وسط    | عيسى موسى (من النجمة)           |
|       | المغرب  | وسط    | فيصل الحدادي (من شباب المحمدية) |
|       | البحرين | وسط    | محمد جمال (من قلالي)            |
|       | سوريا   | وسط    | محمد فارس (من الحد)             |

| الرقم | البلد   | المركز | اللاعب                          |
| ----- | ------- | ------ | ------------------------------- |
|       | البحرين | حارس   | عبد الله الكعبي (من الحد)       |
|       | المغرب  | مدافع  | عبد المالك بندلال               |
|       | فرنسا   | وسط    | ديلان بهمبولا (من ليفينغستون)   |
|       | البحرين | وسط    | عبد العزيز الشيخ (من الحد)      |
|       | البحرين | وسط    | عيسى موسى (من النجمة)           |
|       | المغرب  | وسط    | فيصل الحدادي (من شباب المحمدية) |
|       | البحرين | وسط    | محمد جمال (من قلالي)            |
|       | سوريا   | وسط    | محمد فارس (من الحد)             |

| الرقم | البلد     | المركز | اللاعب                     |
| ----- | --------- | ------ | -------------------------- |
|       | البحرين   | حارس   | سيد محسن علي (إلى البحرين) |
|       | موريتانيا | وسط    | ألاسان ديوب                |
|       | البرازيل  | وسط    | روبسون دا سيلفا (إلى عالي) |
|       | البرازيل  | وسط    | فابيو غاما (إلى جيكويي)    |
|       | البحرين   | مهاجم  | زياد باسل (إلى النجمة)     |

| الرقم | البلد     | المركز | اللاعب                     |
| ----- | --------- | ------ | -------------------------- |
|       | البحرين   | حارس   | سيد محسن علي (إلى البحرين) |
|       | موريتانيا | وسط    | ألاسان ديوب                |
|       | البرازيل  | وسط    | روبسون دا سيلفا (إلى عالي) |
|       | البرازيل  | وسط    | فابيو غاما (إلى جيكويي)    |
|       | البحرين   | مهاجم  | زياد باسل (إلى النجمة)     |